# 蘭嶼饅頭果
蘭嶼饅頭果（學名：Glochidion lanyuense Gang Yao & S.X. Luo）為葉下珠科葉下珠族饅頭果屬下的一種。

## 形態
蘭嶼饅頭果與披針葉饅頭果（Glochidion lanceolatum）外觀相似，最大的差異在於此新種的雌花通常為腋生且為單生（單頂花序），偶見兩朵。雌花的花梗與子房通常密布硬直毛（strigose），花柱卵形柱狀，基部亦被硬直毛。果的直徑約 1 公分。
| 特徵       | 披針葉饅頭果（G. lanceolatum） | 蘭嶼饅頭果（G. lanyuense）       |
| ---------- | ------------------------------ | -------------------------------- |
| 雌花       | 腋生聚繖花序，約6-15朵花       | 腋生單頂花序，多為1朵花，少數2朵 |
| 雌花的花梗 | 光滑無毛                       | 密布硬直毛                       |
| 子房       | 光滑或有疏柔毛                 | 密布硬直毛                       |
| 花柱       | 近圓錐形                       | 短圓柱狀                         |
| 雄蕊       | 4-6枚                          | 3枚                              |

## 生態特性
蘭嶼饅頭果目前已知的生育地僅限於中華民國台灣省台東縣蘭嶼島上。在低海拔路邊的闊葉林可見。

## 發現歷史
2020年由 Gang Yao 等人在《PhytoKeys》期刊發表。此報告根據植物標本館的標本，以及文獻查對，針對中華民國台灣的饅頭果屬進行修訂，經過學者分類處理後，目前台灣有 8 種 3 變種，共 11 個分類群。
此物種的模式標本於1998年9月16日採集於中華民國台灣，台東縣蘭嶼鄉紅頭，路邊的闊葉林中，採集號為 C.M. Wang 03521，正模式標本號為IBSC-0330741!。此物種因模式標本採集地為蘭嶼，故種小名以拉丁化的詞彙「lanyuense」命名。